# 乌拉圭回合
乌拉圭回合（Uruguay Round）是关税及贸易总协定（简称“关贸总协定”）的国际商讨中，最近一次也是最重要的一次国际协定，历时7年半（从1986年9月至1994年4月），参与各方于1994年签订了马拉喀什协议，并于次年（1995年）成立世界贸易组织。
乌拉圭回合的讨论涉及以下领域：
- 基础电信
- 金融服务
- 农业
- 服务

## 重要事件
- 1986年9月19日：埃斯特角城/谈判宣言公布
- 1988年12月19日：蒙特利尔/召开部长会议，审议中期
- 1990年12月19日：布鲁塞尔/部长级会议陷入僵局
- 1991年12月19日：日内瓦/最终法案第一稿宣布
- 1992年11月：美国与欧洲经济共同体签订布莱尔宫协议,开启农产品贸易的谈判。
- 1994年4月：马拉喀什/协定签署
- 1995年1月：日内瓦/世贸组织创建，协定生效